# Adalbert von Barby

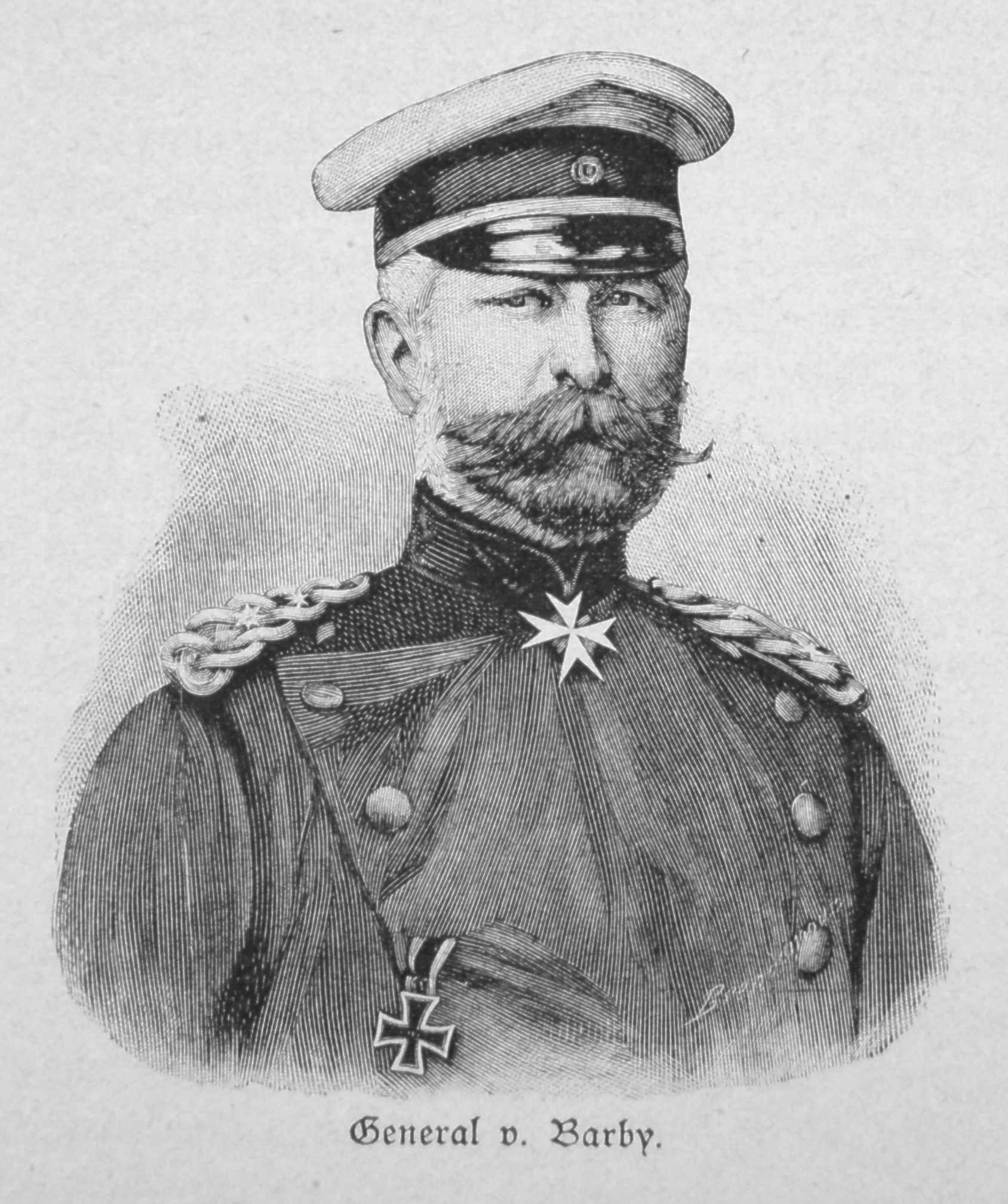
Adalbert von Barby (nach 1874)

Adalbert Roderich Levin von Barby (* 20. Februar 1820 in Potsdam; † 20. November 1905 in Loburg) war ein preußischer General der Kavallerie.

## Leben

### Herkunft
Er war der Sohn des späteren preußischen Generalleutnants Wilhelm von Barby (1795–1883) auf Loburg I und dessen Ehefrau Pauline Clementine Ulrike, geborene von Wulffen (1800–1880). Der spätere preußische Generalleutnant Rudolf von Barby (1821–1906) war sein Bruder.

### Militärkarriere
Barby besuchte ab 1831 zunächst die Kadettenhäuser in Potsdam und Berlin. Am 5. August 1837 wurde er als Sekondeleutnant dem Regiment der Gardes du Corps der Preußischen Armee überweisen. Dort fungierte er vom 1. Dezember 1843 bis zum 1. Juni 1851 als Regimentsadjutant und wurde zwischenzeitlich im Mai 1849 zum Premierleutnant befördert. Am 15. April 1852 avancierte Barby zum Rittmeister und hatte in den kommenden Jahren das Kommando über verschiedene Eskadronen. Am 11. Mai erhielt er den Charakter und am 24. August 1858 das Patent zu diesem Dienstgrad. Für die Dauer des mobilen Verhältnisses anlässlich des Sardischen Krieges war Barby 1859 etatmäßiger Stabsoffizier und wurde nach der Demobilisierung in diesem Verhältnis belassen. Am 26. April 1862 folgte seine Ernennung zum Kommandeur des Schlesischen Kürassier-Regiments Nr. 1 (Prinz Friedrich von Preußen) in Breslau. In dieser Funktion wurde Barby am 17. März 1863 zum Oberstleutnant sowie im Frühjahr 1866 zum Oberst befördert. Im gleichen Jahr nahm er mit seinem Regiment während des Krieges gegen Österreich an der Schlacht bei Königgrätz sowie dem Gefecht bei Tobitschau teil. Am 14. Juli 1866 wurden seine Kürassiere mit der Aufklärung von Kostelez über Proßnitz gegen Prerau beauftragt. Daraus entwickelte sich das Gefecht bei Biskupice, in dessen Verlauf Barby an der Spitze der 1. Eskadron ein feindliches Karree überritt und dabei nur geringe eigene Verluste zu verzeichnen hatte.
Nach dem Prager Frieden erhielt sein Verband beim Einzug in die Garnison Breslau den Namen Leib-Kürassier-Regiment verliehen und König Wilhelm I. zeichnete Barby für seine Leistungen am 20. September 1866 mit dem Orden Pour le Mérite aus. Unter Stellung à la suite seines Regiments wurde er am 14. Januar 1868 nach Hannover versetzt und zum Kommandeur der 19. Kavallerie-Brigade ernannt. Nach der Mobilmachung anlässlich des Krieges gegen Frankreich wurde Barby am 25. Juli 1870 zum Generalmajor befördert und führte seine Brigade in den Schlachten bei Vionville und Gravelotte sowie einer Reihe weiterer Gefechte. Für seine Leistungen erhielt er beide Klassen des Eisernen Kreuzes und wurde nach Kriegsende zum Kommandeur der ebenfalls in Hannover stationierten 20. Kavallerie-Brigade ernannt. Daran schloss sich ab 14. März 1874 eine Verwendung als Kommandant von Hannover sowie am 19. September 1874 die Beförderung zum Generalleutnant an. In dieser Stellung wurde Barby mit dem Roten Adlerorden I. Klasse mit Eichenlaub sowie dem Kronenorden I. Klasse ausgezeichnet. Mit dem Charakter als General der Kavallerie stellte man ihn schließlich am 14. März 1884 unter Verleihung des Kreuzes und Sternes der Komture des Königlichen Hausordens von Hohenzollern mit der gesetzlichen Pension zur Disposition. Zur Erleichterung des Übergangs in das Pensionsverhältnis erhielt Barby außerdem ein Geschenk in Höhe von 3000 Talern.
Am 16. August 1903 wurde ihm noch die Erlaubnis zum Tragen der Uniform des Leib-Kürassier-Regiments Nr. 1 erteilt. Seit 1883 war er Eigentümer des Barbyschen Gutshauses und Rittergut Loburg I.

### Familie
Barby hatte sich am 6. Juli 1853 in Detmold mit Luise Funk von Senfftenau (1830–1867) verheiratet. Aus der Ehe gingen mehrere Kinder hervor. Seine Tochter Anna (* 1855) heiratete 1876 Friedrich von Beaulieu-Marconnay (* 1852), Kammerherr des Erbgroßherzogin von Oldenburg. Erben von Loburg I wurden der Sohn Friedrich von Barby-Loburg (1863–1927) und nachfolgend dessen Nachfahre Bogislav von Barby, bis zur Enteignung 1945.